# Campos (Bergondo)
Campos (en gallego y oficialmente, Os Campós) es una aldea española situada en la parroquia de Cortiñán, del municipio de Bergondo, en la provincia de La Coruña, Galicia.

## Demografía
| Gráfica de evolución demográfica de Os Campós entre 2000 y 2018 |
|                                                                 |
| Datos según el nomenclátor publicado por el INE.                |